# Ga Wanjeong
Ga Wanjeong (Tiếng Hàn: 완정역, Hanja: 完井驛) là ga tàu điện ngầm của Tàu điện ngầm Incheon tuyến 2 nằm ở Dangha-dong, Seo-gu, Incheon.

## Lịch sử
- 5 tháng 10 năm 2015: Tên ga được quyết định là Ga Wanjeong[1]
- 30 tháng 7 năm 2016: Bắt đầu kinh doanh với việc khai trương Tàu điện ngầm Incheon tuyến 2[2]

## Bố trí ga
| Majeon ↑   |
| \| N/B     |
| ↓ Dokjeong |

| Hướng Bắc | ● Incheon tuyến 2 | ← Hướng đi Majeon · Geomdan Sageori · Wanggil · Geomdan Oryu |
| Hướng Nam | ● Incheon tuyến 2 | → Hướng đi Geomam · Seongnam · Juan · Unyeon →               |

## Xung quanh nhà ga
- Trung tâm phúc lợi hành chính Geomdan 4-dong
- Ngã tư Wanjeong
- Bệnh viện hàng đầu Geomdan
- Trường trung học cơ sở Dangha
- Trường trung học Incheon Semu
- Bệnh viện Đông y Myeongjang
- Hướng tới khu đô thị mới Geomdan

## Hình ảnh

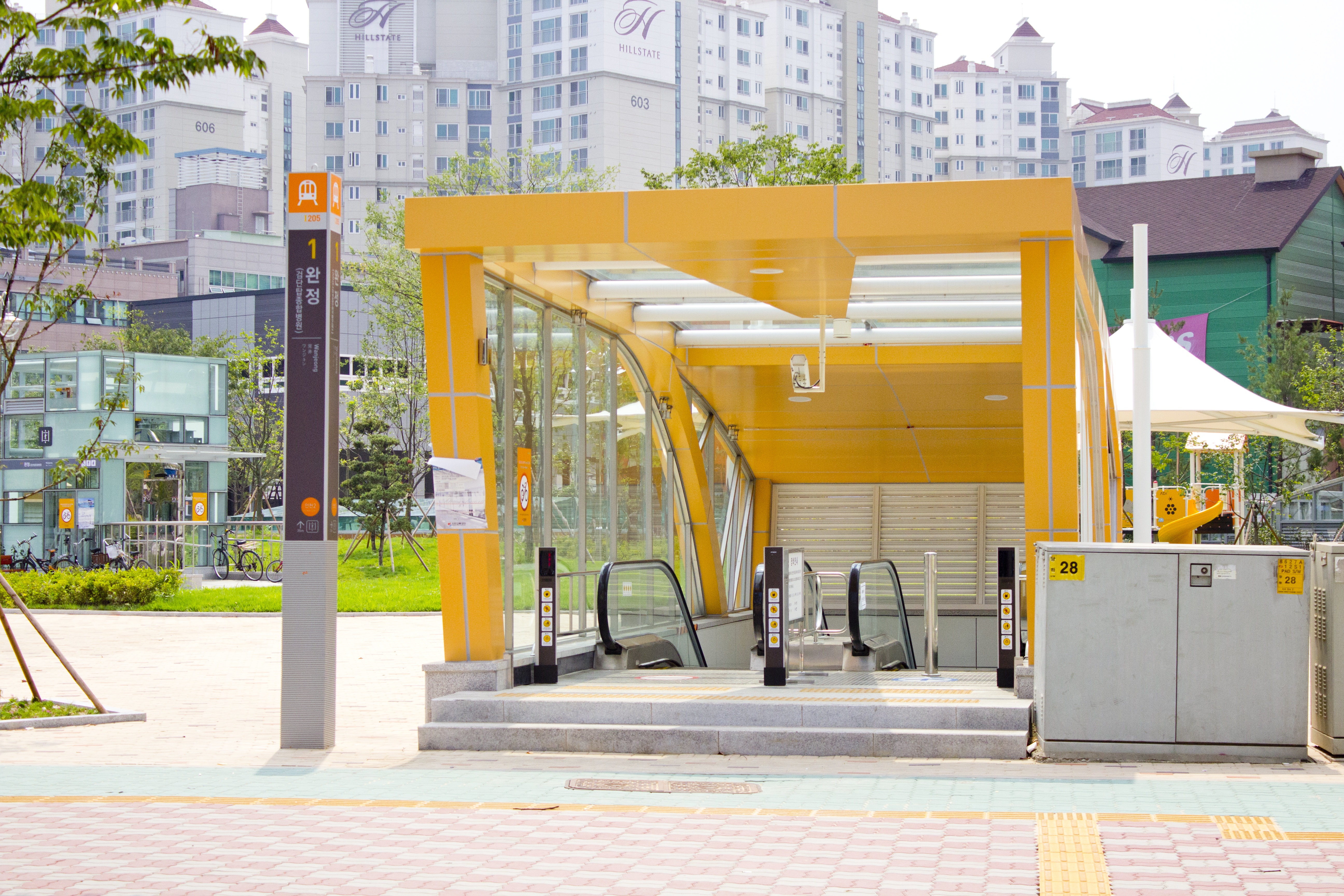
Lối ra 1 Ga Wanjeong trên Tàu điện ngầm Incheon tuyến 2
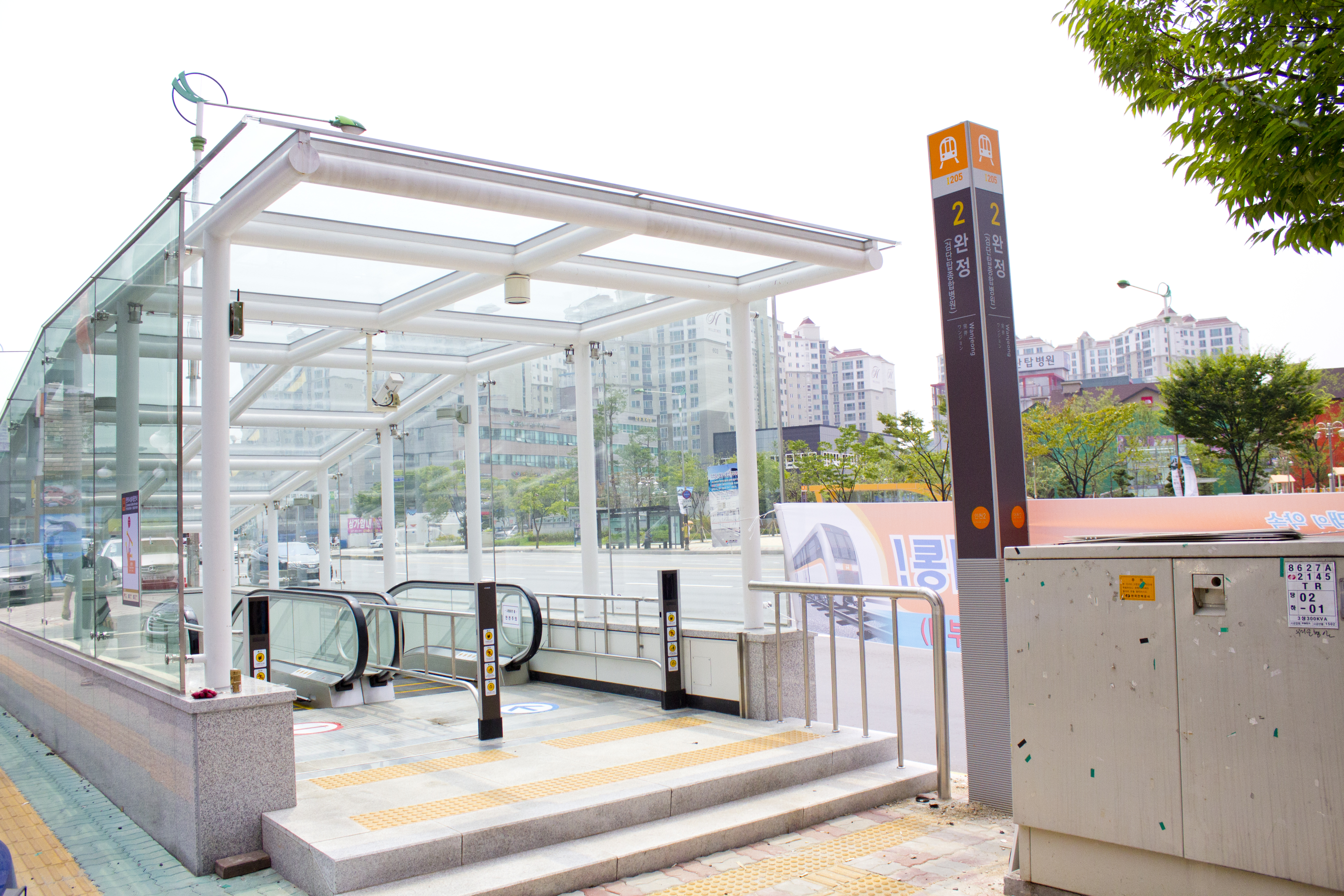
Lối ra 2 Ga Wanjeong trên Tàu điện ngầm Incheon tuyến 2
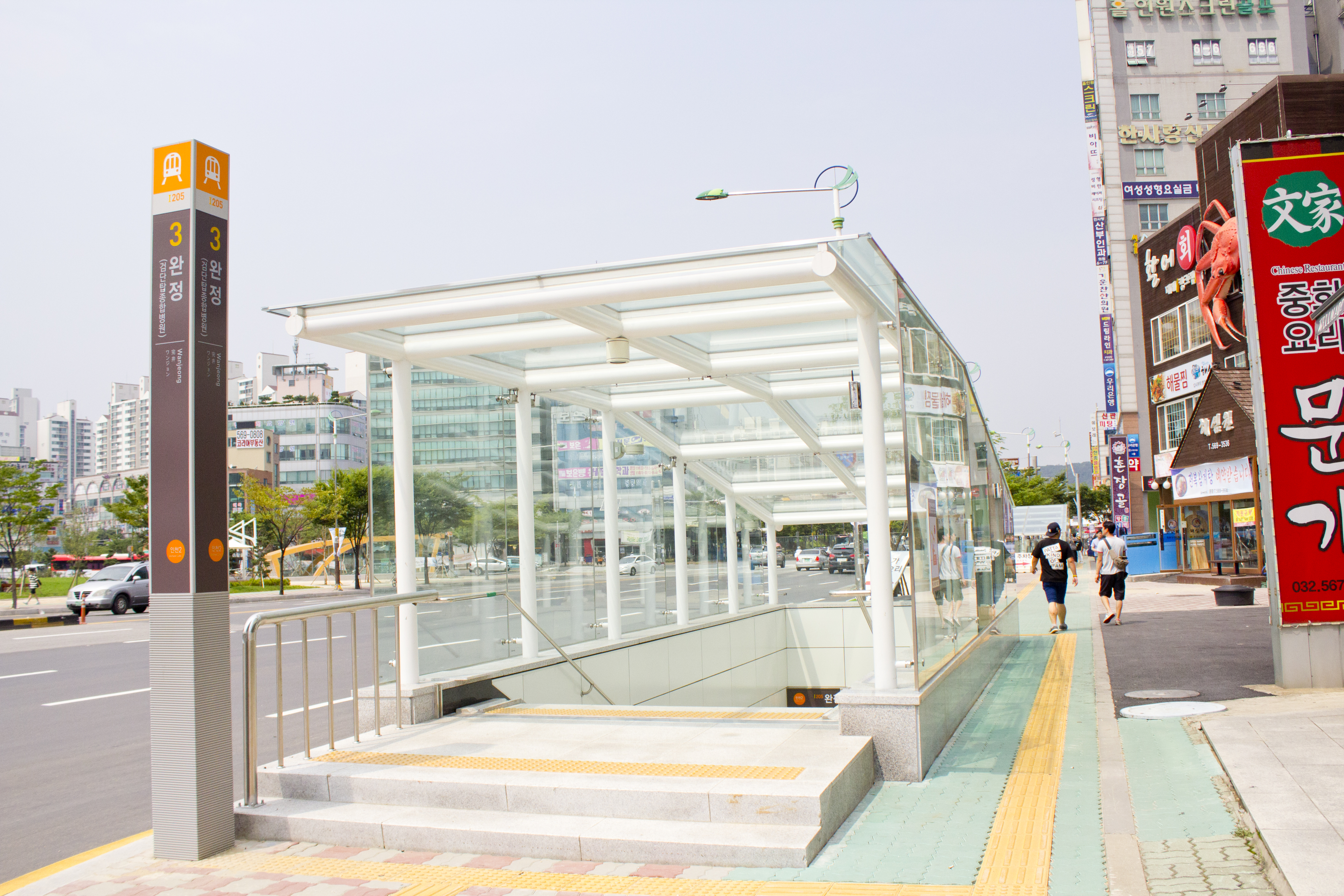
Lối ra 3 Ga Wanjeong trên Tàu điện ngầm Incheon tuyến 2
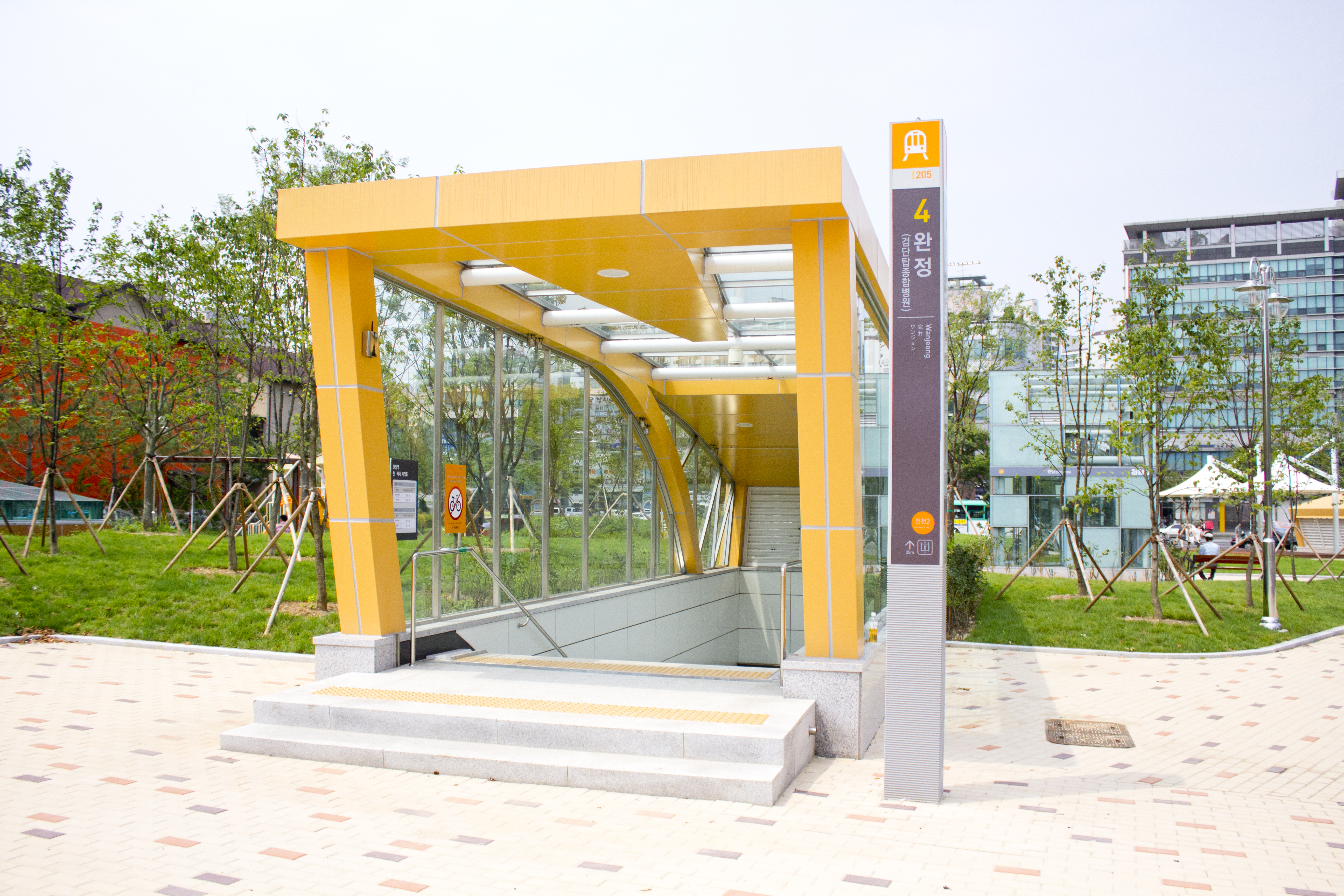
Lối ra 4 Ga Wanjeong trên Tàu điện ngầm Incheon tuyến 2